# توني فيغيروا
توني فيغيروا (بالإسبانية: Francisco Antonio Figueroa Díaz) هو لاعب كرة قدم مكسيكي في مركزي نصف الجناح والوسط، ولد في 13 يونيو 1999 في مدينة لازارو كارديناس في المكسيك. لعب مع نادي باتشوكا.

## وصلات خارجية
- توني فيغيروا على موقع الاتحاد الدولي (مؤرشف)  (الإنجليزية)
- توني فيغيروا على موقع قاعدة بيانات كرة القدم.إي يو (الإنجليزية)
- توني فيغيروا على موقع Soccerway.com (الإنجليزية)
- توني فيغيروا على موقع AS.com (الإسبانية)